# Manuel Felipe de Tovar
Manuel Felipe Julián Ramón de Todos los Santos de Tovar y Tovar, conde de Tovar (Caracas, 1 de enero de 1803-París, 20 de febrero de 1866) fue un aristócrata, político, funcionario, humanista y filántropo venezolano, miembro del Partido Conservador Venezolano.
Tovar ocupó la presidencia de Venezuela durante la Guerra Federal en tres ocasiones diferentes, siempre en calidad de encargado. Luego fue electo presidente para el período 1859 a 1861. En su gobierno, Tovar indultó a los presos políticos adeptos a la causa federal, y en un intento por estabilizar la economía de su país, estableció medidas que resultaron impopulares y devolvieron al país al conflicto, lo que lo obligó a renunciar.

## Biografía

### Primeros años
Manuel Felipe de Tovar nació en Caracas, Capitanía General de Venezuela,  el 1 de enero de 1803, en el seno de una familia de la baja nobleza de la región. Heredó el título de Conde de Tobar de su madre, aunque luego renunció a él. 
A la edad de 18 años, su familia lo envió a Inglaterra y Francia para una formación humanística. En 1829 regresó y se instaló en Caracas. El 1 de septiembre de 1830 se casa con Encarnación Rivas Pacheco. Según anotaciones de la época, a Tovar se le consideraba un ciudadano ejemplar de tendencias republicanas.

### Vida política
Fue candidato a las elecciones presidenciales de Venezuela de 1846. Tovar tomó parte en la Revolución de Marzo contra José Tadeo Monagas, y apoyó a Julián Castro Contreras, convencido de que la hegemonía de los Monagas era dañina para el país. En este marco, atendió la Convención reunida en Valencia, estado Carabobo en julio de 1858. Allí Julián Castro fue elegido Presidente provisional de Venezuela y Tovar es designado como Presidente del Consejo de Estado. Más tarde, el 4 de enero de 1859, vicepresidente interino durante la Guerra Federal.

### Presidencia de Venezuela (1860-1861)

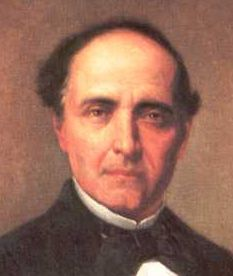

A pesar de la guerra y una vez libradas las batallas decisivas de Santa Inés y Coplé, se llevan a cabo elecciones populares en Venezuela. Estas elecciones de 1860 son las primeras en que el pueblo acude a votar en forma directa y secreta. Votaban los venezolanos mayores de 20 años o casados.
Los escrutinios, realizados bajo la supervisión del Congreso, ofrecieron los siguientes resultados: Manuel Felipe Tovar, 35,010 votos, Pedro Gual, 4,389 votos, José Antonio Páez, 746 votos. 
Manuel Felipe de Tovar, se convirtió así en el primer Presidente elegido por los venezolanos, ya que hasta entonces el Congreso designaba al Presidente. La juramentación se llevó a cabo el 12 de abril de 1860, en el templo caraqueño de San Francisco. 

#### Salida del poder
Presidente o no, la Guerra Civil continuó en Venezuela y cuando el General José Antonio Páez, que estaba en Nueva York, regresa a petición del gobierno para encargarse del Ejército, este sólo dura 8 días en el cargo por lo arruinado del ejército en la contienda civil. Presionado por estas circunstancias, el presidente Tovar renunció a la Presidencia de la República el 20 de mayo de 1861, siguiendo los pasos de otro presidente, José María Vargas, quien gobernó en circunstancias similares. Así lo explicó ante el Congreso: 

«...en medio de la lucha contra los rebeldes, se me han creado obstáculos de todo género, aun por hombres que como yo, habían jurado también sostenerla la Constitución, hasta hacer estallar una revolución a mano armada, con la defección de tropas al servicio de la República, confabuladas ya con los antiguos enemigos de las Instituciones».

### Últimos años
A finales de ese año, Tovar se marchó a París con su familia, y en esta ciudad murió el 21 de febrero de 1866. Como dato curioso, Manuel Felipe Tovar era el dueño de las tierras seleccionadas por el cartógrafo italo-colombiano Agustín Codazzi para establecer una colonia alemana en Venezuela. Tovar las cedió gratuitamente, y su tío Martín Tovar Ponte ofreció a Codazzi la fianza para llevar a cabo la empresa. 
En honor a ellos la Colonia Tovar aún se conoce por sus apellidos. Tovar fue masón en grado 33 y Gran Maestro de la Gran Logia de Venezuela entre 1854 y 1856. Falleció víctima de un paro cardiaco el 21 de febrero de 1866 en París. El presidente Antonio Guzmán Blanco decretó la repatriación de sus restos y su inhumación en el Panteón Nacional (1875); pero tal decreto nunca se cumplió. Sus restos reposan todavía en el cementerio de Epinay, en las afueras de la capital francesa.

## Familia
Manuel Felipe de Tovar era miembro de la aristocracia venezolana, siendo hijo de Francisco Nicolás Joseph de Guia Ramón de la Santísima Trinidad de Tovar y Tovar, y de María Altagracia de Tovar y Ponte, siendo sus hermanos Fermín, Domingo, María Luisa, José María y María Altagracia Tovar y Tovar. Como hijo mayor de María Altagracia, Manuel heredó el título de II Conde de Tobar. 

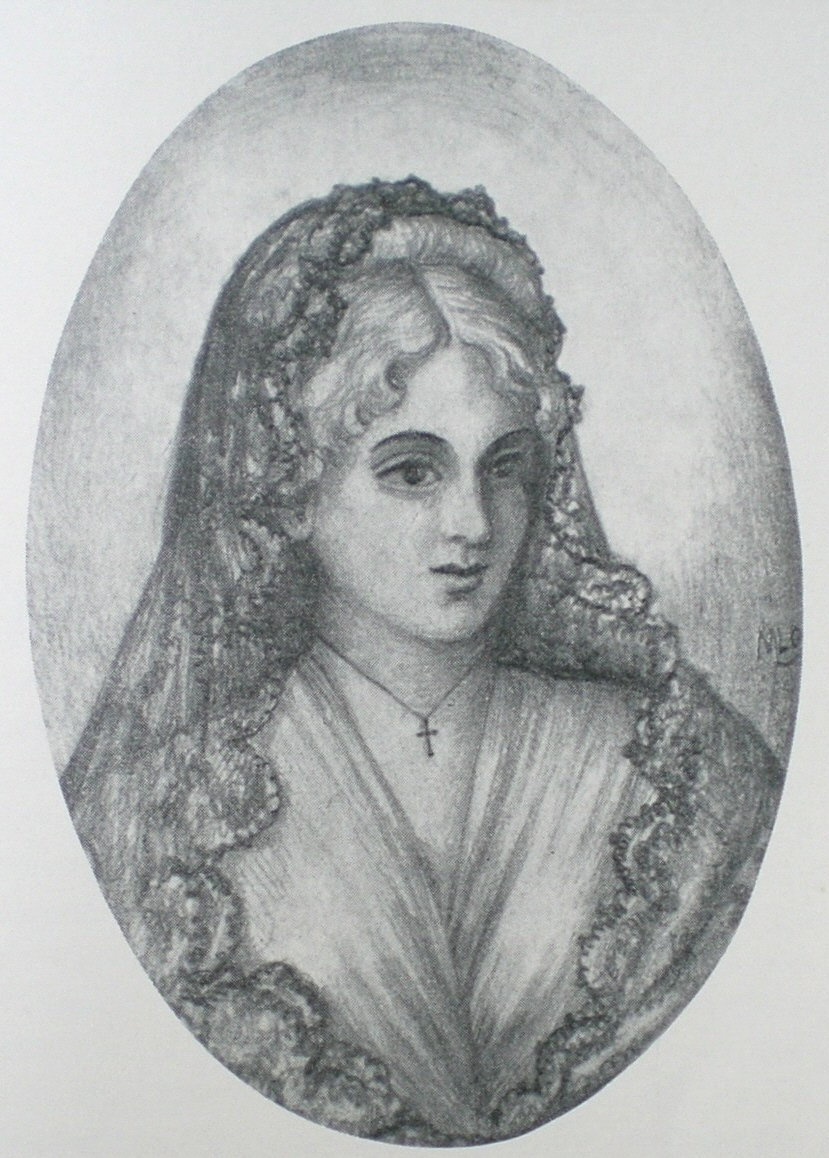
Su esposa, Encarnación Rivas.

Su madre era hija del II Conde de Tobar, Domingo José de Tovar y Ponte y de la condesa María Luisa de Ponte y Blanco, quien era pariente lejana de los padres de Simón Bolívar, el oficial criollo Juan Vicente Bolívar y Ponte y María de la Concepción Palacios y Blanco. Su abuelo era el I Conde de Tobar, Martín Antonio de Tovar y Blanco, quien lo recibió del rey Carlos III en 1771. Así mismo era sobrina del político Martín Tovar Ponte.
Los condes de Tovar estaban asociados en matrimonio a los marqueses de Mijares, título dado por el rey Carlos II a Juan Mijares de Solórzano y Hurtado en 1691. A pesar de éstas cédulas reales, los condes de Tovar nunca tuvieron reconocimiento formal de las autoridades españolas. 
Martín también era descendiente de los sobrinos del sacerdote católico benedictino, Mauro de Tovar, quien arribó a Venezuela en 1640 y es considerado como el primer obispo de Caracas.

### Matrimonio y descendencia
Manuel Felipe contrajo matrimonio con María Encarnación de Jesús y de Todos los Santos Rivas y Tovar, su prima, en Caracas, el 1° de septiembre de 1830, con quien no llegó a tener descendencia.